# Marché Petrovka
Le marché Petrovka, ou marché Petrivka (russe : Петровка, ukrainien : Петрівка), est un marché aux livres situé dans le quartier de Petrovka, dans la ville de Kiev, en Ukraine. Il est l'un des plus importants marchés aux livres d'Ukraine, et le plus grand de Kiev.
Le département du Commerce des États-Unis a inscrit le marché Petrovka sur sa liste noire des plus grands marchés du monde vendant des marchandises issues de la contrefaçon.